# Pulleniinae
Pulleniinae es una subfamilia de foraminíferos bentónicos de la Familia Nonionidae, de la superfamilia Nonionoidea, del suborden Rotaliina y del orden Rotaliida. Su rango cronoestratigráfico abarca desde el Eoceno medio hasta la Oligoceno superior.

## Clasificación
Pulleniinae incluye a los siguientes géneros:
- Bermudezinella
- Carinomelonis
- Chilostomellina
- Cribropullenia †
- Melonis
- Pullenia
- Pulleniella

Otros géneros considerados en Pulleniinae son:
- Antillesina, aceptado como Cribropullenia
- Compressopullenia
- Gavelinonion, considerado sinónimo posterior de Melonis
- Melossis, aceptado como Melonis
- Poropullenia, aceptado como Bermudezinella